# 青柳優
青柳 優（あおやぎ ゆたか、1904年2月1日 - 1944年7月30日）は日本の詩人、文芸評論家。

## 経歴
長野県南安曇郡烏川村（現・安曇野市）に医師の三男として生まれる。旧制松本中学（長野県松本深志高等学校）では同級に唐木順三がいた。早稲田大学英文科在学中からアナーキズム文学雑誌『世紀文学』を創刊する。その後、文芸雑誌『黒色戦線』を創刊し、「丹沢明」の筆名で、同人誌にダダイズム的な評論や詩を発表した。1930年（昭和5年）『黒色戦線』を廃刊し、『黒戦』1932年『アナーキズム文学』を創刊する。1931年（昭和6年）京都帝国大学の青柳栄司の世話で、四条畷女子学校の英語教師となるが、2ヶ月ほどで退職し、千住税務署に勤務しながら文芸評論を続ける。
1933年（昭和8年）解放文化社の詩人たちと解放文化連盟を結成し、『文学通信』で詩の評論と実作を行う。1934年（昭和9年）『稲門文学』を主宰し、第2次『早稲田文学』に文芸評論を執筆する。1935年（昭和10年）尾崎一雄の推薦で、第3次『早稲田文学』に「同人雑誌作品評」を発表する。その堅実な批評が高く評価され、1937年（昭和12年）からは編集同人として活躍する。戦時下の体制翼賛的な風潮に迎合せず、文芸評論に専念し、戦争に突入した国家の前途に対し、知識人が果たすべき役割を強調した。終戦を迎えることなく、1944年（昭和19年）に病没した。享年40。墓所は多磨霊園。

## 著書
- 『現実批評論』1939年
- 『文学の真実』1941年
- 『批判の精神』1943年